# Scopuloides
Scopuloides (Massee) Höhn. & Litsch. (kolcowoszczek) – rodzaj grzybów z rodziny strocznikowatych (Meruliaceae). W Polsce występuje jeden gatunek.

## Charakterystyka
Grzyby kortycjoidalne o owocniku rozpostartym, rozproszonym, przyrośniętym, woskowatym. Hymenofor odontoidalny. System strzępkowy monomityczny, strzępki bez sprzążek, cienkościenne do lekko grubościennych. Cystydy liczne, stożkowate, grube, mocno inkrustowane. Podstawki wąsko maczugowate, 4-sterygmowe, bez sprzążki u podstawy. Bazydiospory cylindryczne do elipsoidalnych, cienkościenne, gładkie, nieamyloidalne, niecyjanofilne.
Scopuloides charakteryzuje się gęstym, woskowatym owocnikiem i grubościennymi, silnie inkrustowanymi cystydami. Burdsall w 1985 r. uznał Scopuloides za synonim Phanerochaete, ale różni się on cienkim subikulum o wyrażnie woskowatej konsystencji, bardziej typowej dla Phlebia. Metulodontia ma również dość zwarty owocnik i inkrustowane cystydy, ale różni się małymi, sulfododatnimi gleocystydami.

## Systematyka i nazewnictwo
Pozycja w klasyfikacji według Index Fungorum: Meruliaceae, Polyporales, Incertae sedis, Agaricomycetes, Agaricomycotina, Basidiomycota, Fungi.
Synonimy nazwy naukowej: Peniophora subgen. Scopuloides Massee.
Polską nazwę nadał Władysław Wojewoda w 2003 r.
Gatunki:
- Scopuloides allantoidea C.C. Chen & Sheng H. Wu 2021
- Scopuloides dimorpha (Sang H. Lin & Z.C. Chen) C.C. Chen & Sheng H. Wu 2021
- Scopuloides hydnoides (Cooke & Massee) Hjortstam & Ryvarden 1979
- Scopuloides leprosa (Bourdot & Galzin) Boidin, Lanq. & Gilles 1993
- Scopuloides magnicystidiata Gilb. & Nakasone 2003
- Scopuloides rimosa (Cooke) Jülich 1982 – kolcowoszczek popękany
- Scopuloides subgelatinosa Nakasone 2003

Nazwy naukowe na podstawie Index Fungorum. Nazwy polskie według Władysława Wojewody.